# مالوارسلان‌گولوو
مالوارسلان‌گولوو (انگلیسی: Maloarslangulovo) یک شهرک در شهرستان خایبولینسکی استان باشقیرستان کشور روسیه است.